# 淡色薹草
淡色薹草（学名：Carex infuscata）是莎草科薹草属的植物。分布在喜马拉雅山等地，属中国原产的植物（非从国外引种）。

## 变种
高山薹草（学名：Carex infuscata var. gracilenta）为莎草科薹草属淡色薹草的变种，为中国的特有植物。分布于中国大陆的四川省、云南省等地，生长于海拔2,700米至3,600米的地区，一般生长在亚高山草甸及林缘。